# Romania al Turkvision Song Contest
La Romania ha partecipato a tutte le edizioni del Turkvision Song Contest a partire dal debutto del concorso nel 2013. La rete che cura le varie partecipazioni è la Alpha TV Media.

## Partecipazioni
- Primo posto
- Secondo posto
- Terzo posto
- Ultimo posto

| 2013 | Genghiz Erhan Cutcalai    | "Ay Ak Shatir"           | -                   | -                   | [ 1 ]               |                     |                     |
| 2014 | Cengiz Erhan & Alev Gafar | "Genclik Basa Bir Gelir" | -                   | -                   | [ 1 ]               |                     |                     |
| 2015 | Edvin Eddy                | "Seviyorum Anlasana"     | 18                  | 134                 |                     |                     |                     |
| 2017 | Sunai Giolacai            | Edizione cancellata      | Edizione cancellata | Edizione cancellata | Edizione cancellata | Edizione cancellata | Edizione cancellata |
| 2020 | Sunai Giolacai            | Niye                     | 22                  | 167                 |                     |                     |                     |